# Ojo parietal

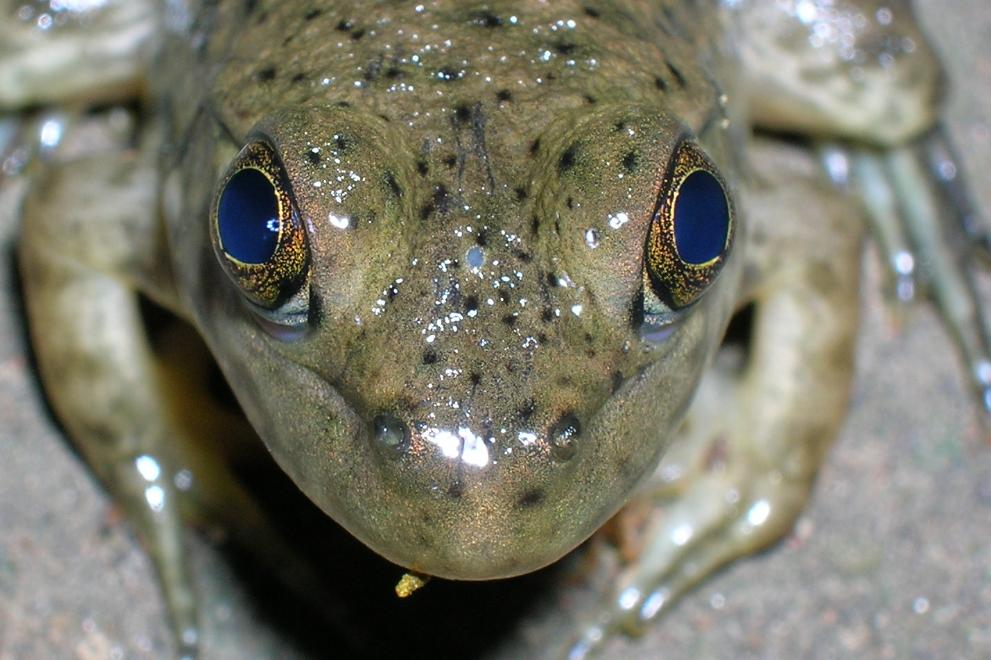
Ojo parietal de una rana toro (Rana catesbeiana) joven.

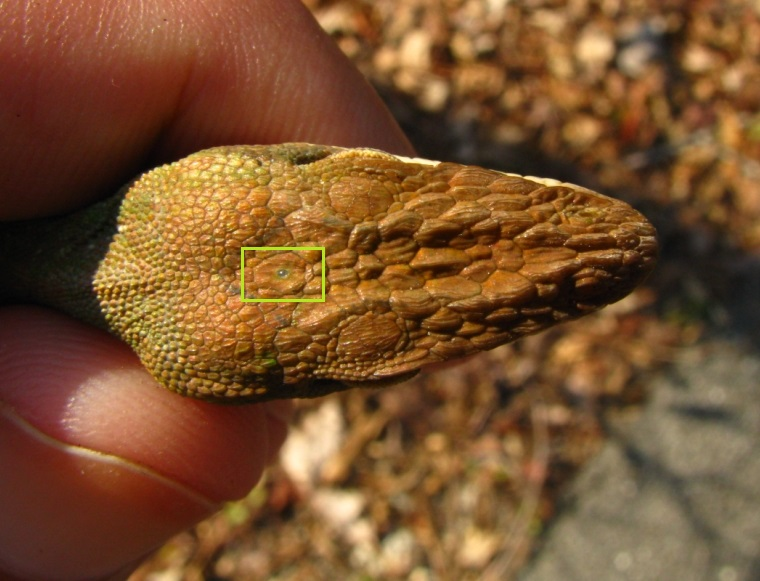
Un adulto Anolis carolinensis mostrando su ojo parietal, en la parte superior de su cabeza.

Un ojo parietal u ojo pineal, también conocido como órgano parietal o tercer ojo, es una parte del epitálamo presente en algunas especies animales. El ojo puede ser fotorreceptor y está asociado comúnmente con la glándula pineal, regulando el ritmo circadiano y la producción hormonal para la termorregulación.
La tuátara tiene un ojo parietal desarrollado, con retina y cristalino.
Los ojos parietales también se encuentra en lagartijas, ranas, sapos y lampreas, así como en ciertos peces como el atún y algunos tiburones. Una versión menos desarrollada, comúnmente llamada glándula paripineal, se encuentra en las salamandras. El ojo parietal no se presenta ni en aves ni en mamíferos.

## Fisiología
El ojo parietal forma parte del epitálamo, el cual está dividido en dos partes: el epífisis (el órgano pineal, o glándula pineal) y el órgano parietal, también llamado ojo parietal o tercer ojo si es fotorreceptor. Este surge como una evaginación del órgano pineal o como una raíz del diencéfalo. En algunas especies, este sobresale a través del cráneo.
El ojo parietal usa un método diferente al de los bastones y conos para captar la luz.